# Heideland (Brandenburg)
Heideland is een gemeente in de Duitse deelstaat Brandenburg, en maakt deel uit van het Landkreis Elbe-Elster.
Heideland telt 497 inwoners.